# Verka med iver
Verka med iver är en psalm med text skriven 1903 av Josef Grytzell och musik skriven 1928 av Karl Eliasson.

## Publicerad i
- Psalmer och Sånger 1987 som nr 480 under rubriken "Kyrkan och nådemedlen - Vittnesbörd - tjänst - mission".[1]